# مشط العين

رسمٌ تخطيطيٌّ يوضِّح موضع المِشط داخل عين الطَّائر.

المشط أو المِشطُ العَيني هو تركيبٌ مِشطيٌّ وعائي يقعُ داخل مَشِيمِيَّة عين الطُّيُورِ. المشط العيني تركيبٌ غيرُ حِسِّيٍّ، صبغِيٍّتُه تَظهر في الخلطِّ الزُّجاجيِّ من النُّقطة التي يدخلُ فيها العصبُ البصريُّ إلى مُقلة العين. يُغذِّي المشط الشَّبكِيَّة ويُنظِّمُ درجة الأُس الهيدرُوجيني في الخلطِّ الزُّجاجيِّ.